# Sistemul solar
Sistemul solar (scris și Sistemul Solar) este format din Soare împreună cu sistemul său planetar (care cuprinde opt planete împreună cu sateliții lor naturali) și alte obiecte non-stelare.
În afară de cele opt planete, oamenii de știință au emis ipoteza existenței unei alte planete, denumită provizoriu A noua planetă. Această ipotetică planetă gigantă s-ar afla la marginea Sistemului Solar. Existența planetei ar explica configurarea orbitală neobișnuită a unui grup de obiecte transneptuniene (OTN). La 20 ianuarie 2016, cercetătorii Konstantin Batygin și Michael E. Brown de la Institutul de Tehnologie din California au anunțat că există dovezi suplimentare indirecte privind existența unei a noua planete dincolo de orbita planetei Neptun. Aceasta ar orbita în jurul Soarelui între 10.000 și 20.000 de ani. Conform studiului publicat în Astronomical Journal, „Planeta Nouă” ar avea o masă de aproximativ 10 ori mai mare decât Terra și s-ar afla la minim 200 UA.
Sistemul este situat într-unul dintre brațele exterioare ale galaxiei Calea Lactee (mai precis în Brațul Orion), galaxie care are cca. 200 de miliarde de stele.
El s-a format acum 4,6 miliarde de ani, ca urmare a colapsului gravitațional al unui gigant nor molecular. Cel mai masiv obiect este steaua centrală - Soarele, al doilea obiect ca masă fiind planeta Jupiter. Cele patru planete interioare mici, Mercur, Venus, Pământul și Marte, numite planete terestre / planete telurice, sunt compuse în principal din roci și metal. Cele patru planete exterioare, numite giganți gazoși, sunt mult mai masive decât cele telurice. Cele mai mari două planete, Jupiter și Saturn, sunt compuse în principal din hidrogen și heliu; cele două planete mai îndepărtate, Uranus și Neptun, sunt compuse în mare parte din substanțe cu o temperatură de topire relativ ridicată (comparativ cu hidrogenul și heliu), numite ghețuri, cum ar fi apa, amoniacul și metanul. Ele sunt denumite „giganți de gheață” (termen distinct de cel de „gigant gazos”). Toate planetele au orbite aproape circulare dispuse într-un disc aproape plat numit plan ecliptic.
Sistemul solar prezintă câteva regiuni unde se află diferite obiecte mici. Centura de asteroizi, situată între Marte și Jupiter, este similară din punct de vedere al compoziției cu planetele terestre, deoarece o mare parte dintre obiecte sunt compuse din rocă și metal. Dincolo de orbita lui Neptun se află centura Kuiper și discul împrăștiat; multe dintre obiectele transneptuniene sunt în mare parte compuse din ghețuri. Printre aceste obiecte, de la câteva zeci până la mai mult de zece mii de obiecte pot fi suficient de mari pentru a fi fost rotunjite de propria gravitație. Astfel de obiecte sunt denumite planete pitice. Planetele pitice identificate până în prezent includ asteroidul Ceres și obiectele transneptuniene: Pluto, Eris, Haumea și Makemake. În plus, în aceste două regiuni se află diferite alte corpuri mici, cum ar fi comete, centauri și materie interplanetară. Șase planete, cel puțin trei planete pitice și multe alte corpuri mici au sateliți naturali care se rotesc în jurul lor. Fiecare planetă exterioară este înconjurată de inele planetare alcătuite din praf și alte obiecte mici.
Vântul solar (un flux de plasmă de la Soare) creează în mediul interstelar o bulă cunoscută ca heliosferă, care se extinde până la marginea discului împrăștiat. La limita sa exterioară se află Norul lui Oort, care reprezintă doar un câmp de resturi rămase după crearea planetelor, fiind considerat a fi sursa pentru cometele cu perioadă lungă. El se întinde până la o distanță aproximativ de o mie de ori mai mare decât heliosfera. Heliopauza este punctul în care presiunea vântului solar este egală cu presiunea opusă a vântului interstelar.

## Descoperire și explorare

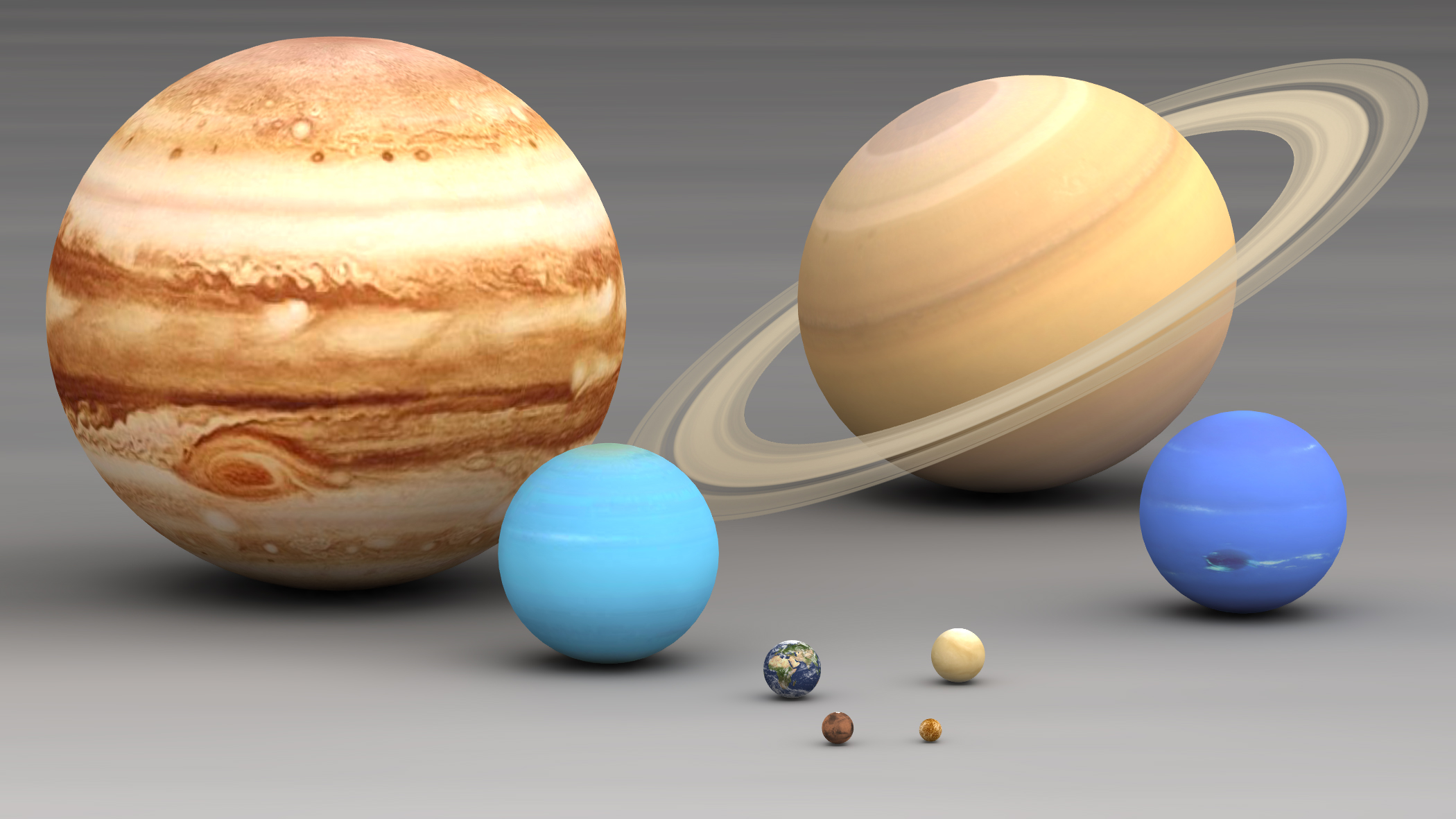
Planetele sistemului solar reprezentate la scară:
Jupiter și Saturn (rândul de sus), Uranus și Neptun (mijloc), Pământul și Venus (jos mijloc), Marte și Mercur jos

Timp de câteva mii de ani umanitatea, cu puține excepții, nu a recunoscut existența sistemului solar. Oamenii credeau că Pământul se află în centrul Universului și este cu totul diferit de celelalte obiecte divine și eterice care se mișcă pe cer. Deși filozoful grec Aristarh din Samos a speculat despre reorganizarea heliocentrică a cosmosului, Nicolaus Copernicus a fost primul astronom care a dezvoltat un sistem matematic heliocentric predictiv. Succesorii săi din secolul al XVII-lea (Galileo Galilei, Johannes Kepler și Isaac Newton) au avut o înțelegere a fizicii care i-a condus la admiterea graduală a ideii că Pământul se rotește de fapt în jurul Soarelui și că celelalte planete sunt guvernate de aceleași legi ale fizicii care guvernează și Pământul. În plus, inventarea telescopului a condus la descoperirea unor planete și sateliți noi. În timpurile mai recente, îmbunătățiri ale telescoapelor și folosirea navelor spațiale fără echipaj au deschis drumul studierii fenomenelor geologice din sistemul solar (studiul munților și craterelor de impact) și a fenomenelor meteorologice sezoniere de pe unele planete (cum ar fi norii, furtunile de nisip și calotele de gheață).

## Structură și compoziție

Orbitele obiectelor din sistemul solar la scară progresivă (în sensul acelor de ceasornic, începând din stânga sus).

Componentul principal al sistemului solar este Soarele, o stea de tip G2 din secvența principală ce conține 99,86 % din masa cunoscută a sistemului și îl domină din punct de vedere gravitațional. Cele mai mari patru corpuri ce orbitează în jurul Soarelui, giganții gazoși, constituie circa 99 % din masa rămasă, Jupiter și Saturn deținând împreună mai mult de 90 %.
Majoritatea obiectelor mari care orbitează în jurul Soarelui se află în apropierea planului orbitei Pământului, cunoscut și ca ecliptică. Orbitele planetelor sunt foarte apropiate de ecliptică în timp ce orbitele cometelor și ale obiectelor din centura Kuiper au adesea unghiuri de intersecție cu ecliptica destul de mari. Toate planetele și majoritatea celorlalte obiecte orbitează în jurul Soarelui în aceeași direcție în care se rotește acesta (în sens invers acelor de ceasornic, privit de deasupra polului nordic solar). Există excepții, cum ar fi cometa Halley.
Structura generală a regiunilor cartografiate ale sistemului solar constă din: steaua centrală – Soarele, patru planete interioare relativ mici înconjurate de o centură de asteroizi din rocă și, alți patru giganți de gaz – înconjurați la rândul lor de centura Kuiper și alte obiecte înghețate. Sistemul Solar interior include primele patru planete terestre și centura de asteroizi. Sistemul solar exterior se află dincolo de centura de asteroizi, incluzând cei patru giganți gazoși (cunoscuți și ca planete joviene). După descoperirea centurii Kuiper, zonele mărginașe ale sistemului solar sunt considerate a fi o regiune distinctă, aflată dincolo de orbita planetei Neptun.
Majoritatea planetelor din sistemul solar posedă un sistem secundar propriu, fiind orbitate de obiecte planetare denumite sateliți naturali, sau luni (dintre care două sunt mai mari decât planeta Mercur) sau, în cazul giganților gazoși, de către inele planetare (benzi subțiri de particule mici care gravitează în jurul planetei la unison). Majoritatea celor mai mari sateliți naturali se află în rotație sincronă cu perioada lor de revoluție, una dintre fețele lor fiind totdeauna îndreptată către planeta orbitată.
Legile lui Kepler cu privire la mișcarea planetară descriu orbitele obiectelor din jurul Soarelui. Urmând legile lui Kepler, fiecare dintre aceste obiecte se mișcă de-a lungul unei elipse, într-unul dintre focarele acesteia aflându-se Soarele. Obiectele mai apropiate de Soare (cu o semiaxă majoră mai mică) se deplasează mai repede, fiind influențate mai puternic de către gravitația Soarelui. Pe o orbită eliptică, distanța unui corp față de Soare variază de-a lungul perioadei sale de revoluție (denumită „an”). Cel mai apropiat punct față de Soare de pe orbita unui obiect este numit periheliu, în timp ce punctul cel mai îndepărtat se numește afeliu. Orbitele planetelor sunt aproape circulare, dar multe comete, asteroizi și obiecte din cadrul centurii Kuiper au orbite foarte eliptice. Pozițiile corpurilor în sistemul solar pot fi prezise folosindu-se modele numerice.
Deși Soarele domină sistemul prin masa sa, el măsoară doar 2 % din momentul cinetic, datorat rotației diferențiale din interiorul Soarelui gazos. Planetele, dominate de Jupiter, măsoară cea mai mare parte din restul momentului cinetic datorat combinației dintre masele, orbitele și distanțele lor față de Soare, cometele având cel mai probabil și ele o contribuție semnificativă la total.
Datorită distanțelor vaste implicate, multe reprezentări ale sistemului solar arată orbitele la aceeași depărtare. În realitate cu cât o planetă sau o centură este mai departe de Soare, cu atât distanța dintre ea și orbita precedentă este mai mare, existând totuși și unele excepții. De exemplu, Venus se află la aproximativ 0,33 unități astronomice (UA) mai departe de Soare decât Mercur, în timp ce Saturn se află la 4,3 UA depărtare de Jupiter, iar Neptun la 10,5 UA de Uranus. Au fost făcute încercări pentru a determina relația dintre aceste distanțe orbitale (de exemplu, legea Titius–Bode), dar nu a fost acceptată nicio teorie de acest fel.
Soarele – ce cuprinde aproape toată materia din sistemul solar – este compus în proporție de aproximativ 98 % din hidrogen și heliu. Jupiter și Saturn, care cuprind aproape întreaga materie rămasă, au în compoziția atmosferei circa 98 % din aceleași elemente. Există un gradient al compoziției în sistemul solar, determinat de căldura și presiunea de radiație a luminii care provin de la Soare; obiectele care sunt mai apropiate de Soare, sunt mult mai afectate de căldură și presiunea luminii, fiind compuse din elemente cu temperaturi de topire ridicate. Obiectele care sunt mai depărtate de Soare sunt compuse în mare parte din materiale cu temperaturi de topire mai mici. Granița din sistemul solar, dincolo de care aceste substanțe volatile se pot condensa este cunoscută sub numele de linia de îngheț și se află la aproximativ 5 UA de la Soare.
Obiectele din sistemul solar interior sunt compuse în mare parte din roci, materiale ce conțin compuși cu puncte de topire ridicate cum sunt silicații, fierul sau nichelul, care au rămas în stare solidă în aproape toate condițiile din nebuloasa protoplanetară. Jupiter și Saturn sunt compuși în mare parte din gaze, materiale cu puncte de topire extrem de scăzute și presiunea de vapori mare, cum ar fi hidrogenul molecular, heliul și neonul, care s-au aflat întotdeauna în fază gazoasă în nebuloasa inițială. Ghețurile, ca apa înghețată, metanul, amoniacul, hidrogenul sulfurat și dioxidul de carbon, au puncte de topire de până la câteva sute de grade Kelvin, în timp ce stările lor depind de presiunea și temperatura ambiante. Ele pot fi găsite sub formă de gheață, lichide sau gaze, în diferite locuri din sistemul solar, în timp ce în nebuloasa inițială ele erau fie în stare solidă, fie în stare gazoasă. Substanțe înghețate se găsesc în compoziția majorității sateliților planetelor gigante, precum și în cea a planetelor Uranus și Neptun (așa-numiții giganți de gheață) și în numeroase obiecte mici care se află dincolo de orbita lui Neptun. Împreună, gazele și ghețurile sunt cunoscute și ca volatile.
Un număr de modele ale sistemului solar de pe Pământ au încercat să redea la scară relativă obiectele sistemului solar, dar în mediul antropic. Unele astfel de modele sunt mecanice - cunoscute și ca planetarii - în timp ce altele se pot extinde de-a lungul mai multor orașe sau regiuni. Cel mai mare model la scară, Sistemul Solar Suedez, folosește arena Ericsson Globe de 110 metri amplasată în Stockholm drept Soare și, respectând scara, un Jupiter de 7,5 metri la Aeroportul Internațional Arlanda, de la 40 km depărtare, în timp ce cel mai depărtat obiect, Sedna, este o sferă de 10 cm din Luleå, de la 912 km depărtare.
Distanța corpurilor din sistemul solar față de Soare. Marginile din stânga și din dreapta ale fiecărei bare corespund periheliului și afeliului corpului respectiv. Barele lungi denotă excentricitatea orbitală mare.

## Geneză și evoluție
Sistemul solar s-a format acum 4,568 miliarde de ani, în urma colapsului gravitațional al unei regiuni din cadrul unui vast nor molecular. Acest nor inițial avea un diametru de mai mulți ani-lumină și a dat naștere, probabil, mai multor stele. La fel ca și majoritatea norilor moleculari, acesta era constituit, în principal, din hidrogen, mai puțin heliu și cantități mici de elemente mai grele formate în generațiile anterioare de stele. Când regiunea care avea să devină sistemul solar, denumită și nebuloasă pre-solară, a suferit un colaps, conservarea momentului cinetic a determinat-o să se rotească mai repede. Centrul, unde s-a concentrat cea mai mare parte a masei, a devenit din ce în ce mai fierbinte în raport cu discul din jur. Nebuloasa în contracție, rotindu-se tot mai repede, a început să se aplatizeze și a luat forma unui disc protoplanetar cu un diametru de aproximativ 200 UA, având o protostea fierbinte și densă în centru. Protoplanetele formate în urma acreției din acest disc de praf și gaz interacționau gravitațional, formând - prin contopire - corpuri din ce în ce mai mari. Sute de protoplanete au putut exista în sistemul solar timpuriu, dar acestea fie au fuzionat, fie au fost distruse, formând planete și planete pitice, iar resturile devenind obiecte minore.
Din cauza punctului lor de fierbere foarte mare, numai metalele și silicații au putut rezista în sistemul solar interior fierbinte, aproape de Soare, iar acestea au format planetele de rocă Mercur, Venus, Terra și Marte. Deoarece elementele metalice constituiau doar o fracțiune foarte mică din nebuloasa solară, planetele terestre nu au putut deveni foarte mari. Giganții gazoși (Jupiter, Saturn, Uranus și Neptun) s-au format mai departe de Soare, dincolo de linia de îngheț: punctul dintre orbita lui Marte și a lui Jupiter începând de la care materia este suficient de rece pentru a permite compușilor volatili să rămână solizi. Ghețurile care formau aceste planete au fost mai numeroase decât metalele și silicații, care formau planetele terestre interioare, permițându-le să devină destul de masive pentru a capta atmosfere mari de hidrogen și heliu, elementele cele mai ușoare și mai abundente. Resturile care nu au devenit planete s-au concentrat în regiuni ca centura de asteroizi, centura Kuiper și norul lui Oort. Modelul de la Nisa este o explicație a creării acestor regiuni, precum și a modului în care planetele exterioare s-au putut forma în poziții diferite și au migrat, ajungând să aibă orbitele lor actuale prin diverse interacțiuni gravitaționale.
După 50 de milioane de ani, presiunea și densitatea hidrogenului din centrul protostelei au devenit suficient de mari pentru ca să înceapă fuziunea termonucleară. Temperatura, viteza de reacție, presiunea, precum și densitatea au crescut până când a fost atins echilibrul hidrostatic: presiunea termică a egalat forța gravitațională. În acel moment, Soarele a devenit o stea din secvența principală de stele. Vântul solar a creat heliosfera și a măturat gazul și praful rămase din discul protoplanetar în spațiul interstelar, punând capăt procesului de formare a planetelor.
Sistemul solar va rămâne aproximativ așa cum îl știm astăzi până când hidrogenul din nucleul Soarelui va fi complet transformat în heliu, eveniment ce va avea loc peste 5,4 miliarde de ani. Acest lucru va pune sfârșit perioadei principale de viață a Soarelui. În acel moment, nucleul Soarelui va suferi un colaps, iar energia produsă va fi mult mai mare decât în prezent. Straturile exterioare ale Soarelui se vor extinde, diametrul ajungând de circa 260 de ori mai mare decât în momentul actual și Soarele va deveni o gigantă roșie. Din cauza faptului că suprafața sa va crește foarte mult, ea va fi considerabil mai rece decât va fi fost în perioada principală a vieții lui (cu maximum 2600 K). În urma măririi Soarelui, Mercur și Venus se vor vaporiza iar planeta Pământ va deveni nelocuibilă, zona locuibilă mutându-se la orbita lui Marte. În cele din urmă, nucleul nu va mai fi suficient de fierbinte pentru fuziunea heliului; Soarele va arde heliul pentru o fracțiune a timpului în care a ars hidrogenul din nucleu. Soarele nu este destul de masiv pentru a începe fuziunea elementelor mai grele, și reacțiile nucleare din nucleu vor scădea. Straturile sale exterioare vor fi ejectate în spațiu, lăsând în urmă o pitică albă, un obiect extraordinar de dens, având jumătate din masa inițială a Soarelui (de mărimea Pământului). Atunci când Soarele va deveni o pitică albă, radiația emisă va fi destul de puternică pentru a epuiza atmosferele planetelor Jupiter, Saturn și Uranus. Straturile exterioare ejectate vor forma ceea ce este cunoscut sub numele de nebuloasă planetară, împrăștiind în mediul interstelar unele din materialele din care s-a format Soarele, dar și elemente mai grele, cum ar fi carbonul, create în Soare.

## Soarele

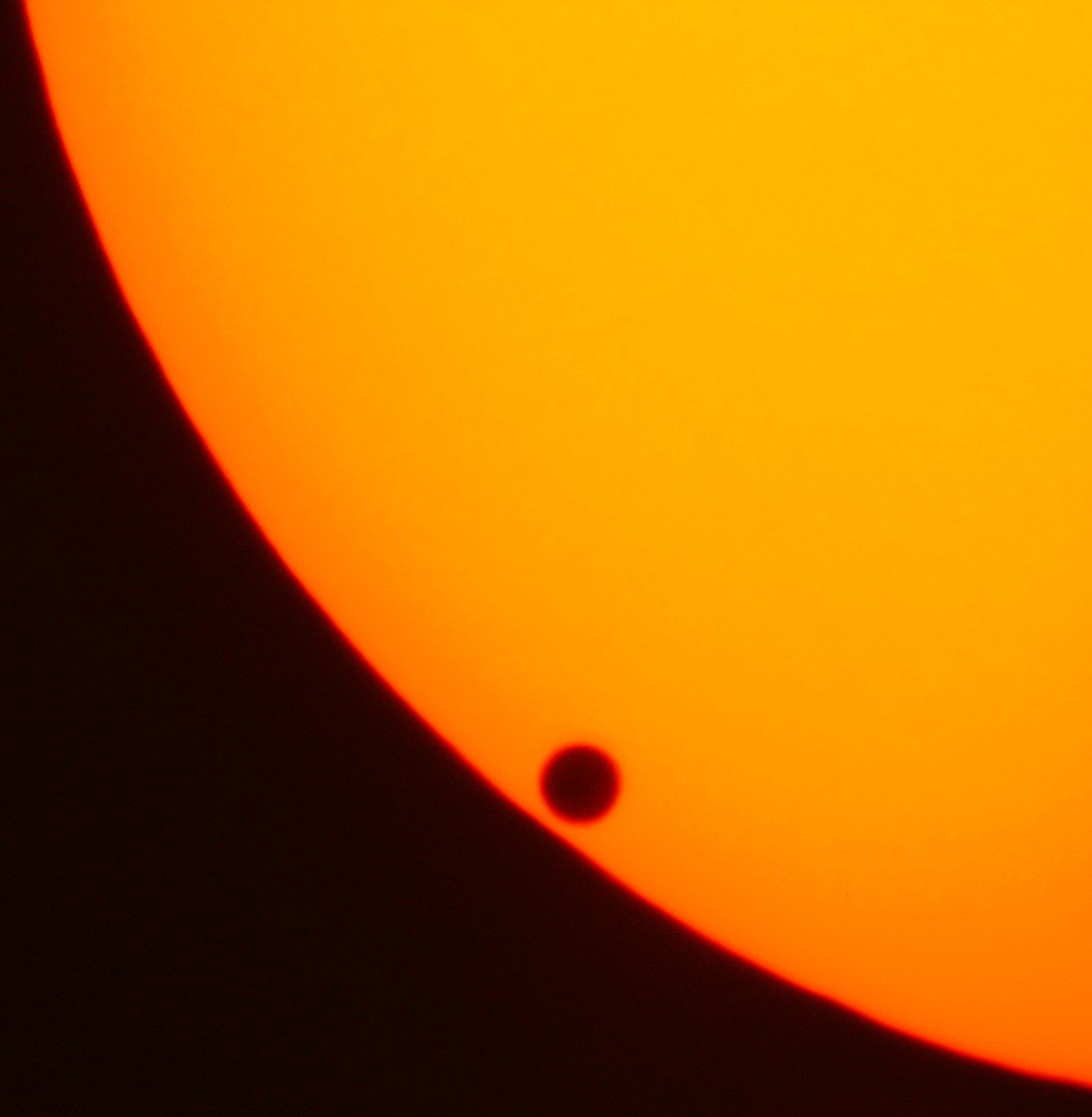
Tranzit al planetei Venus prin fața discului solar

Soarele este steaua sistemului solar și de departe cel mai important component al acestuia. Masa sa mare (egală cu 332.900 de mase terestre) produce în nucleul său temperaturi și densități suficient de ridicate ca să susțină fuziunea nucleară, care eliberează o cantitate enormă de energie, din care cea mai mare parte radiază în restul sistemului sub formă de radiații electromagnetice, cu vârful situat în spectrul de 400-700 nm al luminii vizibile.
Soarele este clasificat ca fiind o pitică galbenă de tipul G2, dar acest nume poate induce în eroare, din moment ce comparativ cu majoritatea stelelor din galaxia noastră, Soarele este mai mare și mai luminos. Stelele sunt clasificate cu ajutorul diagramei Hertzsprung–Russell, o diagramă care reprezintă grafic luminozitatea stelelor împreună cu temperatura de la suprafața lor. În general, stelele mai fierbinți sunt mai luminoase. Stelele care satisfac această relație sunt denumite stele din secvența principală, iar Soarele se află chiar în mijlocul acestei secvențe. Totuși, stelele mai luminoase și mai fierbinți decât Soarele sunt rare, în timp ce stelele cu mult mai fade și mai reci, cunoscute și ca pitice roșii, sunt comune, reprezentând 85 % din totalul stelelor din galaxie.
Unele dovezi sugerează că poziția Soarelui în secvența principală poate înseamnă că acesta se află la mijlocul ciclului de viață al unei stele, pentru că nu și-a consumat încă rezerva de hidrogen folosit pentru fuziunea nucleară. Soarele devine tot mai luminos; mai devreme în evoluția sa, luminozitatea era doar 70 % din cea actuală.
Soarele face parte din populația I de stele; a luat naștere în faza târzie a evoluției universului și astfel conține mai multe elemente mai grele decât hidrogenul și heliul (numite „metale”, în context astronomic) decât stelele mai vechi ce fac parte din populația a II-a. Elementele chimice mai grele decât hidrogenul și heliul s-au format în nucleele stelelor vechi care au explodat, așadar prima generație de stele a trebuit să dispară pentru ca universul să se poată îmbogăți cu aceste elemente. Stelele mai vechi conțin mai puține metale, în timp ce stelele născute mai târziu conțin mai multe. Se crede că acest conținut mai bogat în metale a fost crucial pentru ca Soarele să dezvolte un sistem planetar, deoarece planetele se formează prin acreția „metalelor”.

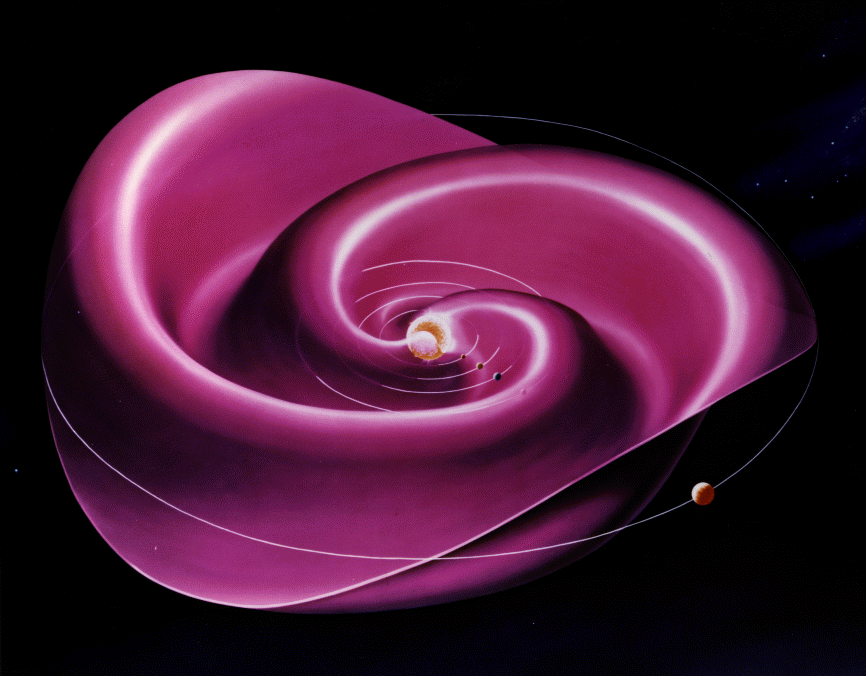
Spirala lui Parker

## Mediul interplanetar
Împreună cu lumina, Soarele radiază un flux continuu de particule încărcate (plasmă) cunoscute ca vânt solar. Acest flux de particule se răspândește spre exterior, cu o viteză de aproximativ 1,5 milioane de kilometri pe oră, creând o atmosferă fragilă (heliosfera) care pătrunde în sistemul solar până la cel puțin 100 UA (vezi heliopauză). Această materie extrem de rarefiată este cunoscută sub numele de mediu interplanetar. Activitatea de pe suprafața Soarelui, cum ar fi erupțiile solare și ejecția masei coronale, perturbă heliosfera, generând vremea cosmică și cauzând furtuni geomagnetice. Cea mai mare structură din cadrul heliosferei este stratul de curent heliosferic, în formă de spirală, creat de acțiunea câmpului magnetic rotativ al Soarelui asupra mediului interplanetar.
Câmpul magnetic al Pământului împiedică atmosfera sa de a fi deposedată de vântul solar. Venus și Marte nu au câmp magnetic și ca rezultat, vântul solar face ca atmosferele lor să se împrăștie treptat în spațiu. Ejecțiile masei coronale și alte fenomene similare aruncă în spațiu un câmp magnetic și cantități imense de materie de pe suprafața Soarelui. Interacțiunea acestui câmp magnetic și a materialelor cu câmpul magnetic al Pământului provoacă apariția de particule încărcate în atmosfera superioară a Pământului, unde interacțiunea lor creează aurorele observabile în apropierea polilor magnetici.
Radiațiile cosmice provin din afara sistemului solar. Heliosfera și câmpurile magnetice planetare (pentru planetele care le au) apără parțial sistemul solar de particulele interstelare cu înaltă energie care formează razele cosmice. Densitatea razelor cosmice în mediul interstelar și puterea câmpului magnetic al Soarelui se schimbă în perioade lungi de timp, astfel încât nivelul de penetrare a radiațiilor cosmice în sistemul solar variază, deși este necunoscut cât de mult.
Mediul interplanetar conține cel puțin două regiuni în formă de disc alcătuite din praf cosmic. Prima, norul de praf zodiacal, se află în sistemul solar interior și cauzează lumina zodiacală. Probabil ea s-a format în urma coliziunilor din centura de asteroizi provocate de interacțiunea cu planetele. Cea de-a doua se întinde de la aproximativ 10 UA până la aproximativ 40 UA și a fost creată, probabil, de coliziuni similare din cadrul centurii Kuiper.

## Sistemul solar interior
Sistemul solar interior este numele tradițional pentru regiunea care cuprinde planetele terestre și asteroizii. Obiectele din această regiune sunt compuse în mare parte din silicați și metale, fiind relativ aproape de Soare; raza întregii regiuni este mai mică decât distanța dintre orbitele lui Jupiter și Saturn.

### Planete interioare

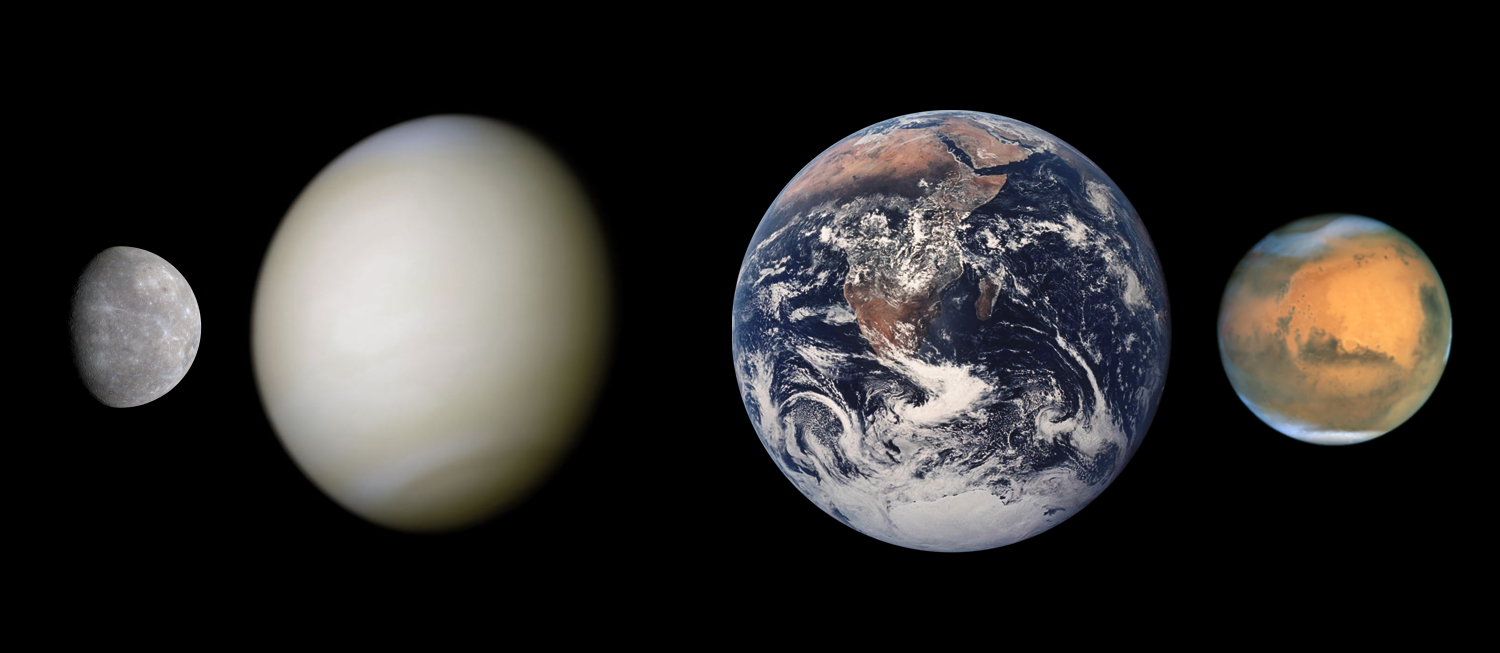
Planetele interioare. De la stânga la dreapta: Mercur, Venus, Pământ și Marte în culorile originale, cu dimensiuni la scară (excepție fac distanțele dintre planete).

Cele patru planete interioare sau telurice / terestre au o compoziție densă, de roci, cu puțini sau chiar fără sateliți și fără sisteme de inele. Ele sunt compuse în mare parte din minerale refractare, cum ar fi silicații, care formează scoarțele și mantalele planetelor, și metale ca fierul și nichelul, care formează nucleele planetare. Trei din cele patru planete interioare (Venus, Terra și Marte) au o atmosferă destul de densă pentru a genera vremea; toate au cratere de impact și caracteristici tectonice de suprafață, cum ar fi rifturi și vulcani. Termenul de „planetă interioară” nu trebuie confundat cu termenul de „planetă inferioară”, care desemnează planetele mai apropiate de Soare decât Pământul (adică Mercur și Venus).

#### Mercur
Mercur (0,4 UA de la Soare) este cea mai apropiată planetă de Soare și cea mai mică planetă din Sistemul Solar (0,055 mase terestre). Mercur nu are niciun satelit natural, iar singurele caracteristici geologice cunoscute, în afara craterelor de impact, sunt crestăturile din scoarță, care cel mai probabil se datorează unei perioade timpurii de contracție din trecutul său. Atmosfera planetei Mercur este aproape neobservabilă și este formată din atomi desprinși de pe suprafața sa de către vântul solar. Apariția nucleului său de fier relativ mare și mantaua subțire nu au fost încă suficient explicate. Ipotezele includ faptul că straturile exterioare au fost dezagregate în urma impactului cu un obiect gigantic și că acreția completă a fost împiedicată de energia Soarelui tânăr.

#### Venus
Planeta Venus (0,7 UA de la Soare) este asemănătoare ca mărime cu Pământul (0,815 mase terestre) și, la fel ca și Terra, are o manta subțire de silicat deasupra unui nucleu de fier, o atmosferă substanțială și indicii ale unei activități geologice interne. Totuși, planeta este mult mai uscată decât Pământul iar atmosfera sa este de nouăzeci de ori mai densă. Venus nu are niciun satelit natural. Este cea mai fierbinte planetă, temperaturile de la suprafață depășind 400 °C, cel mai probabil din cauza cantității de gaze cu efect de seră din atmosferă. Nu a fost detectată nici o dovadă definitivă a unei activități geologice la momentul actual pe Venus, dar planeta nu are un câmp magnetic care să prevină epuizarea atmosferei sale substanțiale, ceea ce sugerează că aceasta este încontinuu alimentată de către erupțiile vulcanice.

#### Pământ
Pământul (de asemenea și Terra; 1 UA de la Soare) este cea mai mare și cea mai densă planetă interioară, singura despre care se cunoaște la momentul actual că este geologic activă și singurul loc din Sistemul Solar unde se cunoaște că există viață. Hidrosfera sa lichidă este unică printre planetele terestre, iar Terra este singura planetă unde au fost observate plăci tectonice. Atmosfera Pământului diferă radical față de cea a altor planete, fiind schimbată de prezența vieții și conținând aproximativ 21 % de oxigen liber. Planeta Pământ are doar un satelit natural, Luna, care este singurul satelit mare al unei planete telurice din Sistemul Solar.

#### Marte
Marte (1,52 UA de la Soare) este mai mic decât Terra și Venus (are 0,107 mase terestre). Planeta posedă o atmosferă formată în mare parte din dioxid de carbon, cu o presiune la suprafață de 6,1 milibari (aproximativ 0,6 % din presiunea atmosferică de la suprafața Pământului). Suprafața sa, brăzdată de vulcani vaști ca Olympus Mons și rifturi cum ar fi Valles Marineris, reprezintă o dovadă a activităților geologice care au persistat până relativ recent, cu două milioane de ani în urmă. Culoarea sa roșiatică provine de la oxizii de fier (rugină) din sol. Marte are doi sateliți naturali foarte mici (Deimos și Phobos) despre care se crede că au fost asteroizi capturați de gravitația planetei.

### Centura de asteroizi

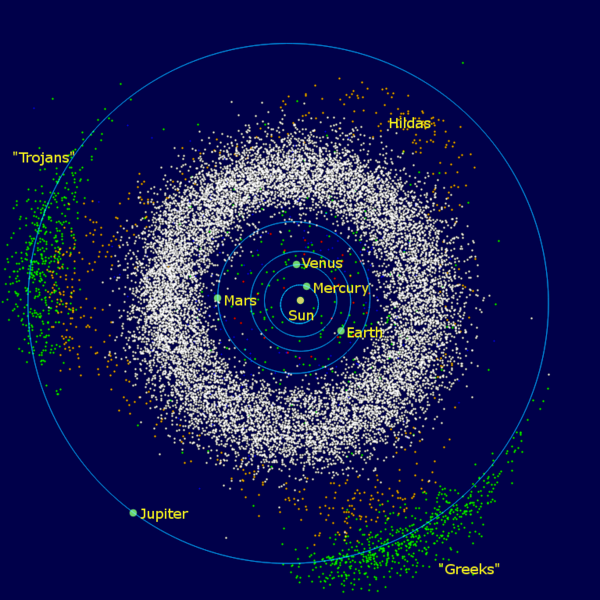
Imagine ce reprezintă centura de asteroizi (cu alb), troienii lui Jupiter (cu verde), familia Hilda (cu portocaliu) și asteroizii din apropierea Pământului.

Asteroizii sunt obiecte mici din Sistemul Solar, compuse în mare parte din roci refractare și minerale metalice, la care se mai adăugă gheața.
Centura de asteroizi se află între planetele Marte și Jupiter, la o distanță cuprinsă între 2,3 și 3,3 UA de la Soare. Se crede ea e alcătuită din resturile rămase în urma formării Sistemului Solar, care nu au reușit să se unească din cauza interferenței gravitaționale a lui Jupiter.
Mărimea asteroizilor variază de la câteva sute de kilometri până la mărimi microscopice. Toți asteroizii, cu excepția celui mai mare, Ceres, sunt clasificați ca obiecte mici ale Sistemului Solar.
Centura de asteroizi conține zeci de mii, posibil milioane, de obiecte ce au un diametru mai mare de un kilometru. Cu toate acestea, masa totală a centurii de asteroizi măsoară în jur de o miime din masa terestră. În centura de asteroizi, obiectele sunt foarte rarefiate; navele spațiale au trecut cu ușurință prin aceasta fără niciun incident. Asteroizii cu diametre între 10 și 10−4 metri sunt denumiți meteoroizi.

#### Ceres
Ceres (2,77 UA de la Soare) este cel mai mare asteroid, o protoplanetă și o planetă pitică. Are un diametru puțin mai mic de 1000 km și o masă destul de mare pentru ca propria gravitație să-i confere o formă sferică. Când a fost descoperită în secolul al XIX-lea, Ceres a fost considerată o planetă, dar a fost reclasificată ca asteroid în anii 1850, când observațiile mai ample au dezvăluit existența altor asteroizi asemănători. În anul 2006 a fost clasificată ca planetă pitică.

#### Grupuri de asteroizi
Asteroizii din centura de asteroizi sunt divizați în grupuri de asteroizi și familii de asteroizi, în funcție de caracteristicile orbitale pe care le au. Sateliții asteroidali sunt asteroizii care orbitează în jurul unor asteroizi mai mari. Ei nu sunt distinși atât de clar ca și sateliții planetari, câteodată fiind la fel de mari ca și asteroidul în jurul căruia gravitează. Centura de asteroizi conține de asemenea și comete de centură principală, care se poate să fi fost sursa de apă a Pământului.
Troienii lui Jupiter sunt localizați în punctele Lagrange L4 sau L5 ale lui Jupiter (regiuni stabile din punct de vedere gravitațional care precedă sau urmează planeta pe orbita sa); termenul de troian este folosit de asemenea pentru a desemna corpuri mici din orice punct Lagrange al unei planete sau unui satelit. Asteroizii din familia Hilda sunt într-o rezonanță de 2:3 cu planeta Jupiter; aceasta înseamnă că ei orbitează în jurul Soarelui de trei ori la fiecare două orbitări ale lui Jupiter.
În Sistemul Solar interior există de asemenea asteroizi hoinari, mulți dintre ei traversând orbitele planetelor interioare.

## Sistemul solar exterior
Regiunea exterioară a sistemului solar este locul unde se află giganții gazoși și sateliții lor. Multe comete cu perioadă scurtă, inclusiv centaurii, orbitează de asemenea în această regiune. Din cauza distanței foarte mari de la Soare, obiectele solide din sistemul solar exterior conțin o proporție mai mare de substanțe volatile cum ar fi apa, amoniacul și metanul, decât planetele de roci din sistemul solar interior, deoarece temperaturile mai reci permit menținerea acestor compuși în stare solidă.

### Planetele exterioare

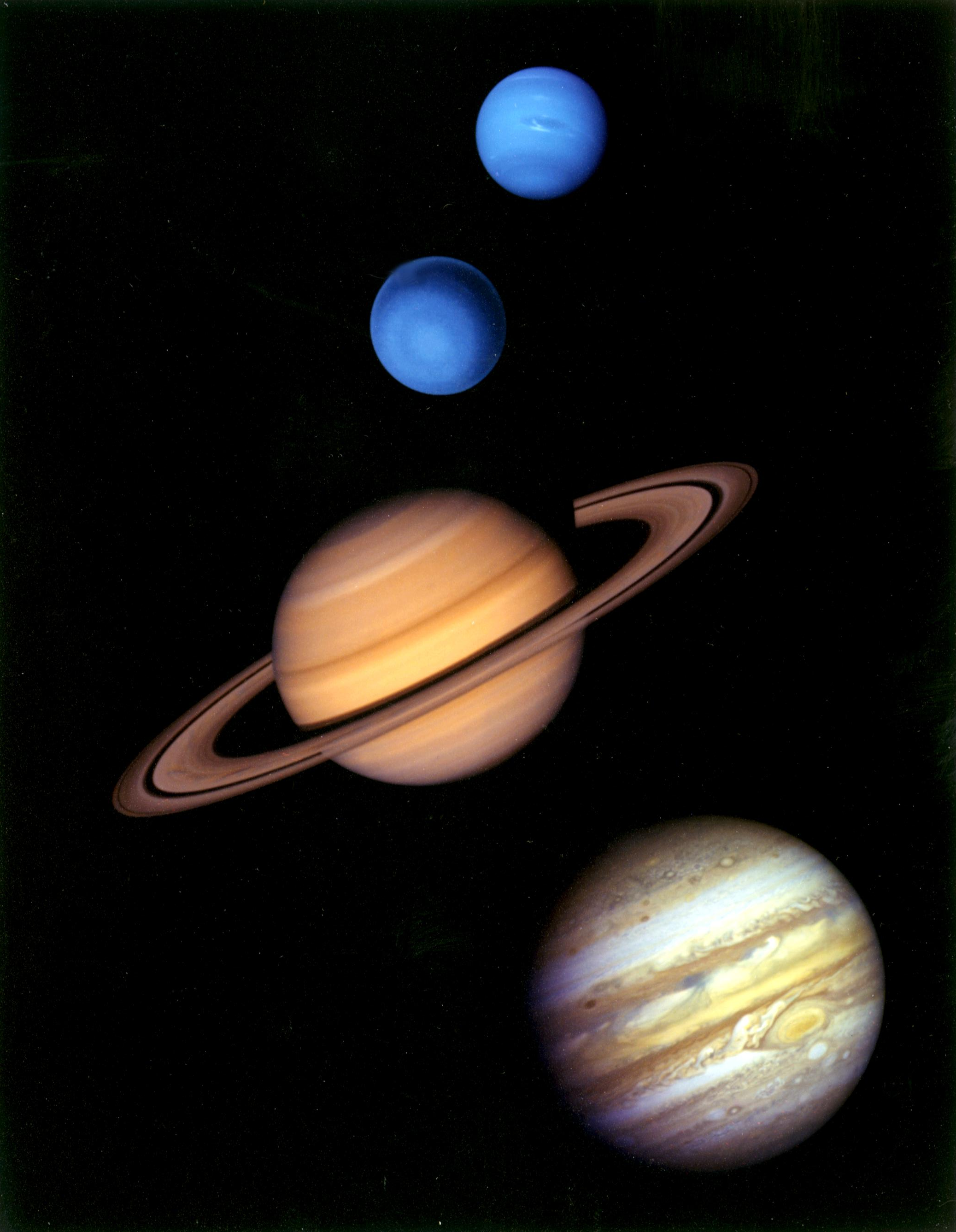
De sus în jos: Neptun, Uranus, Saturn și Jupiter (Montaj cu culorile și dimensiunile aproximative)

Cele patru planete exterioare sau giganții gazoși (uneori numite planete joviene), dețin împreună 99 % din masa care orbitează în jurul Soarelui. Jupiter și Saturn au, fiecare, o masă de zeci de ori mai mare decât cea a Pământului și sunt formate preponderent din hidrogen și heliu; Uranus și Neptun sunt mai puțin masive (având sub 20 de mase terestre) și sunt compuși mai mult din ghețuri. Din această cauză, mulți astronomi cred că ei fac parte dintr-o categorie aparte, „giganții de gheață”. Toți cei patru giganți gazoși au inele, deși doar sistemul de inele al lui Saturn este ușor de observat de pe Pământ. Termenul de planetă exterioară nu trebuie confundat cu cel de planetă superioară, care desemnează planete din afara orbitei Pământului și include, astfel, atât planetele exterioare cât și pe Marte.

#### Jupiter
Jupiter (5,2 UA), cu o masă de 318 ori mai mare ca cea a Pământului, este de 2,5 mai masiv decât toate celelalte planete din sistemul solar laolaltă. El este compus în mare parte din hidrogen și heliu. Căldura sa internă destul de mare creează un număr de caracteristici semi-permanente ale atmosferei sale, cum ar fi benzile de nori și Marea Pată Roșie.
Jupiter are 67 de sateliți cunoscuți. Cei mai mari patru sateliți, Ganymede, Callisto, Io și Europa prezintă similarități cu planetele terestre, cum ar fi vulcanismul și încălzirea internă. Ganymede, cel mai mare satelit din sistemul solar, este mai mare decât planeta Mercur.

#### Saturn
Saturn (9,5 UA), care se distinge prin sistemul său de inele ușor de observat de pe Pământ, este asemănător cu Jupiter din punctul de vedere al compoziției atmosferice și al magnetosferei. Deși Saturn are 60 % din volumul lui Jupiter, el are mai puțin de o treime din masa acestuia (95 de mese terestre), fiind cea mai puțin densă planetă din sistemul solar. Inelele lui Saturn sunt alcătuite din particule mici de rocă și gheață.
Saturn are 62 de sateliți confirmați; doi dintre ei, Titan și Enceladus, poartă semne de activitate geologică, deși aceștia sunt în mare parte alcătuiți din gheață (criovulcani). Titan, al doilea satelit ca mărime din sistemul solar, este mai mare decât Mercur și singurul satelit din sistemul solar care posedă o atmosferă substanțială.

#### Uranus
Uranus (19,6 UA), de 14 ori mai masiv ca Pământul, are masa cea mai mică dintre toate planetele exterioare. Este singura planetă care orbitează în jurul Soarelui înclinată „pe o parte”; înclinația axei de rotație este de peste nouăzeci de grade față de normala la ecliptică. Planeta are un nucleu mult mai rece decât ceilalți giganți gazoși și cantitatea de căldură radiată în spațiu este foarte mică.
Uranus are 27 de sateliți cunoscuți, cei mai mari fiind Titania, Oberon, Umbriel, Ariel și Miranda.

#### Neptun
Neptun (30 UA), deși este puțin mai mic decât Uranus, este mult mai masiv (aproximativ 17 mase terestre) și prin urmare, mult mai dens. El radiază mai multă căldură internă, dar nu la fel de multă ca Jupiter sau Saturn.
Neptun are 13 sateliți cunoscuți. Cel mai mare, Triton, este geologic activ, având probabil gheizere de azot lichid. Triton este singurul satelit mare cu o orbită retrogradă. Neptun este însoțit pe orbita sa de o mulțime de planete minore, numite troienii lui Neptun, care au o rezonanță orbitală de 1:1 cu el.

### Centauri
Centaurii sunt obiecte de gheață asemănătoare cometelor, cu o semiaxă mare mai mare decât cea al lui Jupiter (5,5 UA) și mai mică decât cea a lui Neptun (30 UA). Cel mai mare centaur cunoscut, 10199 Chariklo, are un diametru de aproximativ 250 km. Primul centaur descoperit, 2060 Chiron, a fost, de asemenea, clasificat drept cometă (95P) deoarece acesta dezvoltă o coadă ca și cometele, atunci când se apropie de Soare.

## Comete

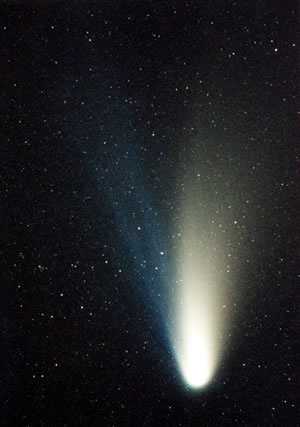
Cometa Hale–Bopp

Cometele sunt obiecte mici din sistemul solar, de obicei cu dimensiuni de doar câțiva kilometri, compuse în mare parte din gheață volatilă. Au orbite puternic excentrice și în general periheliul lor se află între orbitele planetelor interioare iar afeliul, la mare distanță dincolo de planeta pitică Pluto. Când o cometă intră în sistemul solar interior, apropierea sa de Soare cauzează sublimarea și ionizarea suprafeței sale înghețate, creându-se astfel o coamă, urmată de o coadă lungă de gaz și praf care este adesea vizibilă cu ochiul liber.
Cometele de perioadă scurtă au perioada orbitală mai scurtă de două sute de ani, iar cele de perioadă lungă au perioade orbitale de ordinul miilor de ani. Se crede că cometele de perioadă scurtă își au originea în centura Kuiper, în timp ce cele de perioadă lungă (cum ar fi Hale–Bopp), în norul lui Oort. Multe grupuri de comete, ca Kreutz Sungrazers, s-au format prin fragmentarea unei comete-părinte. Unele comete cu orbite hiperbolice pot să provină din afara sistemului solar, dar determinarea precisă a orbitelor lor este dificilă. Cometele bătrâne, care și-au consumat mare parte a materialului volatil datorită încălzirii solare, sunt categorisite de obicei ca asteroizi.

## Regiunea transneptuniană
Zona de dincolo de Neptun sau „regiunea transneptuniană” este în mare parte neexplorată. Ea conține o mulțime de lumi mici (cea mai mare având un diametru de doar o cincime din cel al Pământului și o masă mult mai mică decât cea a Lunii), compuse în principal din roci și gheață. Această regiune este uneori cunoscută sub numele de „sistemul solar exterior”, deși alții folosesc acest termen pentru a desemna regiunea de dincolo de centura de asteroizi. În literatura astronomică internațională, corpurile cerești situate în regiunea transneptuniană sunt abreviate, de obicei, ca TNO (Trans-Neptunian Object).

### Centura Kuiper

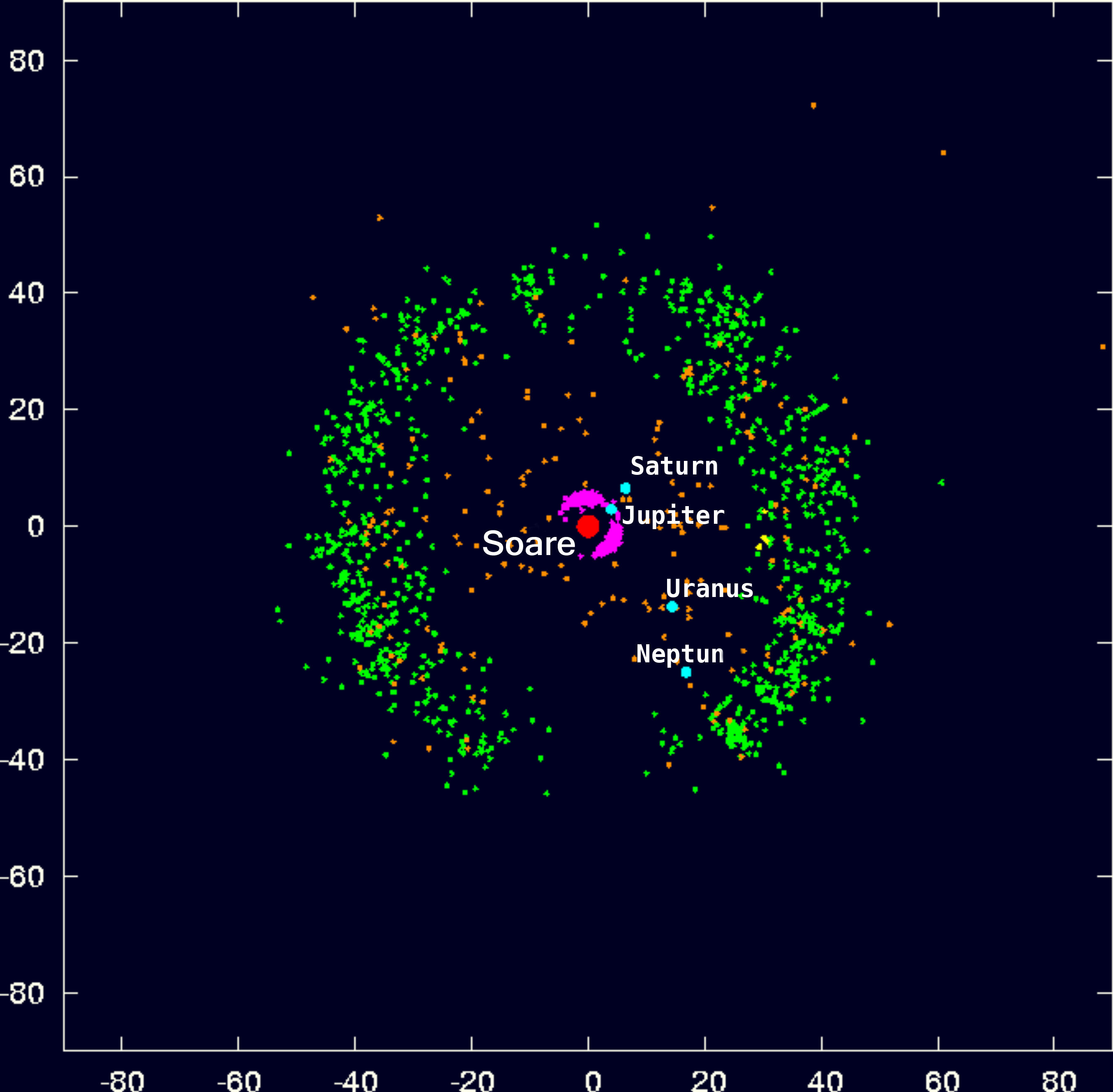
Reprezentarea grafică a tuturor obiectelor din Centura Kuiper cunoscute în anul 2007

Centura Kuiper este un inel mare, plin cu resturi, similar cu centura de asteroizi, în el fiind în principal obiecte care sunt compuse în primul rând din gheață. Aceasta se întinde între 30 și 50 UA de la Soare. Deși se consideră că conține zeci de planete pitice, ea este compusă în principal din corpuri mici ale sistemului solar. Multe dintre obiectele mai mari din centura Kuiper, ca Quaoar, Varuna și Orcus, pot fi recunoscute ca planete pitice dacă vor fi date suplimentare despre ele. Se estimează că acolo sunt peste 100.000 de obiecte cu un diametru mai mare de 50 km, dar masa totală a centurii Kuiper se consideră a fi doar o zecime sau chiar o sutime din masa Pământului. Multe obiecte din centura Kuiper au mai mulți sateliți, iar cele mai multe au orbite care le duc în afara planului ecliptic.
Centura Kuiper poate fi împărțită în centura clasică și rezonantă. Obiectele rezonante au o orbită legată de cea a lui Neptun (de exemplu, orbitează în jurul Soarelui de două ori pentru fiecare trei orbitări ale lui Neptun, sau o dată la fiecare două). Prima rezonanță are loc în orbita lui Neptun. Centura clasică constă în obiecte care nu au rezonanță cu Neptun, și se întinde de la aproximativ 39,4 UA până la 47,7 UA. Obiectele din centura clasică Kuiper se clasifică ca cubewano, după ce a fost descoperit primul obiect de acest fel, (15760) 1992 QB1, și până acum au o orbită asemănătoare cu orbita lor inițială care avea o excentricitate mică.

### Pluto și Charon

Perioada orbitală a lui Pluto este de 248 de ani; orbita lui Pluto are o formă unică printre celelalte planete ale sistemului solar.

Planeta pitică Pluto (distanța medie de la Soare: aprox. 39 UA) este cel mai mare obiect cunoscut din centura Kuiper. Când a fost descoperit în 1930, era considerat a noua planetă; această clasificare s-a schimbat în 2006, când s-a adoptat o definție formală mai riguroasă a unei planete. Pluto are o orbită relativ excentrică, înclinată la 17 grade față de planul eclipticei, iar distanța sa față de Soare variază între 29,7 UA la periheliu (situat în interiorul orbitei lui Neptun) și 49,5 UA la afeliu.
Charon, cel mai mare satelit al lui Pluto, este câteodată descris ca alcătuind un sistem binar cu Pluto, deoarece cele două corpuri orbitează în jurul unui baricentru gravitațional comun situat deasupra suprafețelor lor (aceasta înseamnă că ele par a se „orbita reciproc”). În afară de Charon, sunt cunoscuți alți patru sateliți mai mici care orbitează în jurul planetei Pluto, și anume: P5, Nix, P4, și Hydra.
Pluto are un raport de rezonanță orbitală de 3:2 cu Neptun, aceasta însemnând că Pluto efectuează două revoluții complete în jurul Soarelui la fiecare trei revoluții complete ale lui Neptun. Obiectele din centura Kuiper care posedă aceeași rezonanță orbitală sunt cunoscute ca obiecte obiecte plutino.

### Makemake și Haumea
Planeta pitică Makemake (distanța medie de la Soare: 45,79 UA), deși este mai mică decât Pluto, este cel mai mare obiect cunoscut din centura Kuiper clasică (adică el nu prezintă un raport confirmat de rezonanță orbitală cu Neptun). Makemake este cel mai luminos obiect din centura Kuiper după Pluto. A fost denumită și desemnată ca planetă pitică în 2008. Orbita sa este mult mai înclinată decât cea a lui Pluto, la 29°.
Haumea (distanța medie de la Soare: 43,13 UA) are o orbită similară cu cea a lui Makemake, cu excepția faptului că prezintă o rezonanță orbitală de 7:12 cu Neptun. Este de aproape aceeași mărime ca și Makemake și are doi sateliți naturali. O rotație rapidă, cu o perioadă de 3,9 ore, îi conferă o formă alungită și aplatizată. A fost denumită și desemnată ca planetă pitică în 2008.

### Discul împrăștiat
Discul împrăștiat, ce se suprapune peste centura lui Kuiper dar se extinde mult în afara acesteia, este posibila sursă a cometelor de perioadă scurtă. Se crede că obiectele din discul împrăștiat au fost transformate în obiecte neregulate datorită influenței gravitaționale a migrației timpurii a lui Neptun. Multe astfel de obiecte au periheliul undeva în centura Kuiper dar afeliul mult în afara sa (unele obiecte au afeliul și la 150 UA depărtare de Soare). Orbitele obiectelor din discul împrăștiat sunt de asemenea foarte înclinate față de planul eclipticei, și adesea sunt chiar perpendiculare pe acesta. Unii astronomi consideră discul împrăștiat a fi pur și simplu o altă regiune a centurii Kuiper, iar obiectele discului împrăștiat sunt considerate „obiecte împrăștiate din centura Kuiper”. Unii astronomi de asemenea clasifică centaurii ca obiecte împrăștiate de interior ale centurii Kuiper împreună cu obiectele împrăștiate din discul împrăștiat.

#### Eris
Eris (68 UA distanță medie față de Soare) este cel mai mare obiect cunoscut din discul împrăștiat și a provocat incertitudini în ceea ce privește definirea unei planete, deoarece este cu 25 % mai masiv decât Pluto și are aproximativ același diametru. Este cea mai masivă dintre planetele pitice cunoscute. Are un singur satelit, Dysnomia. Ca și în cazul lui Pluto, orbita sa este foarte excentrică, cu periheliul situat la 38,2 UA (aproximativ distanța de la Pluto la Soare) și afeliul la 97,6 UA, fiind de asemenea puternic înclinată față de planul eclipticei.

## Regiuni mai îndepărtate
Punctul în care se încheie sistemul solar și începe spațiul interstelar nu este definit cu precizie, deoarece granițele sale exterioare sunt modelate de două forțe distincte: vântul solar și gravitația Soarelui. Limita exterioară a influenței vântului solar este de aproximativ de patru ori distanța de la Pluto la Soare; această heliopauză este considerată începutul mediului interstelar. Cu toate acestea, sfera lui Hill a Soarelui, raza efectivă de dominație gravitațională a sa, se crede că se extinde până la o mie de ori mai departe.

### Heliopauză

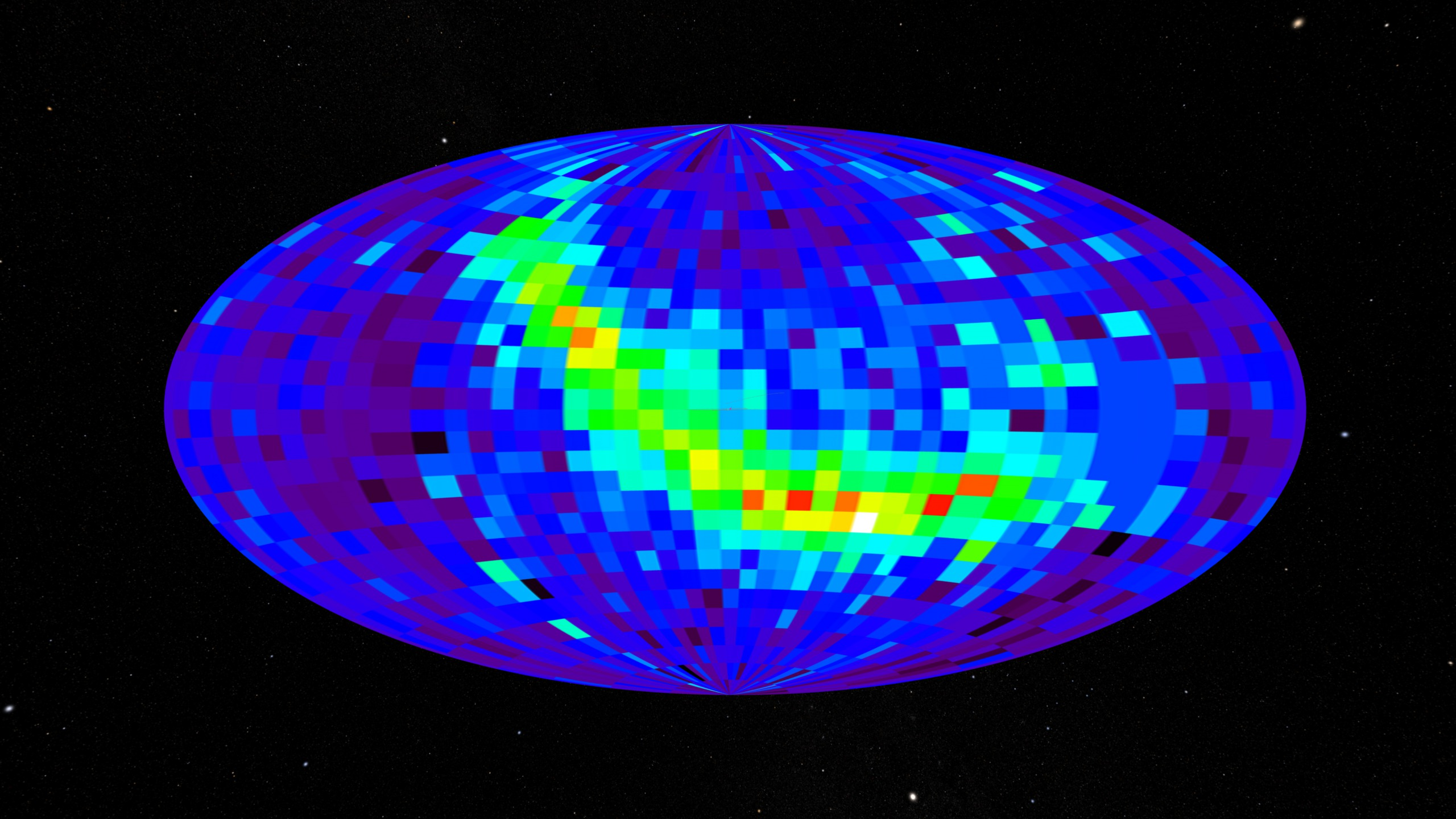
Harta atomilor energetic neutri a helioînvelișului și heliopauzei de IBEX. Acreditare: NASA/Goddard Space Flight Center Scientific Visualization Studio.

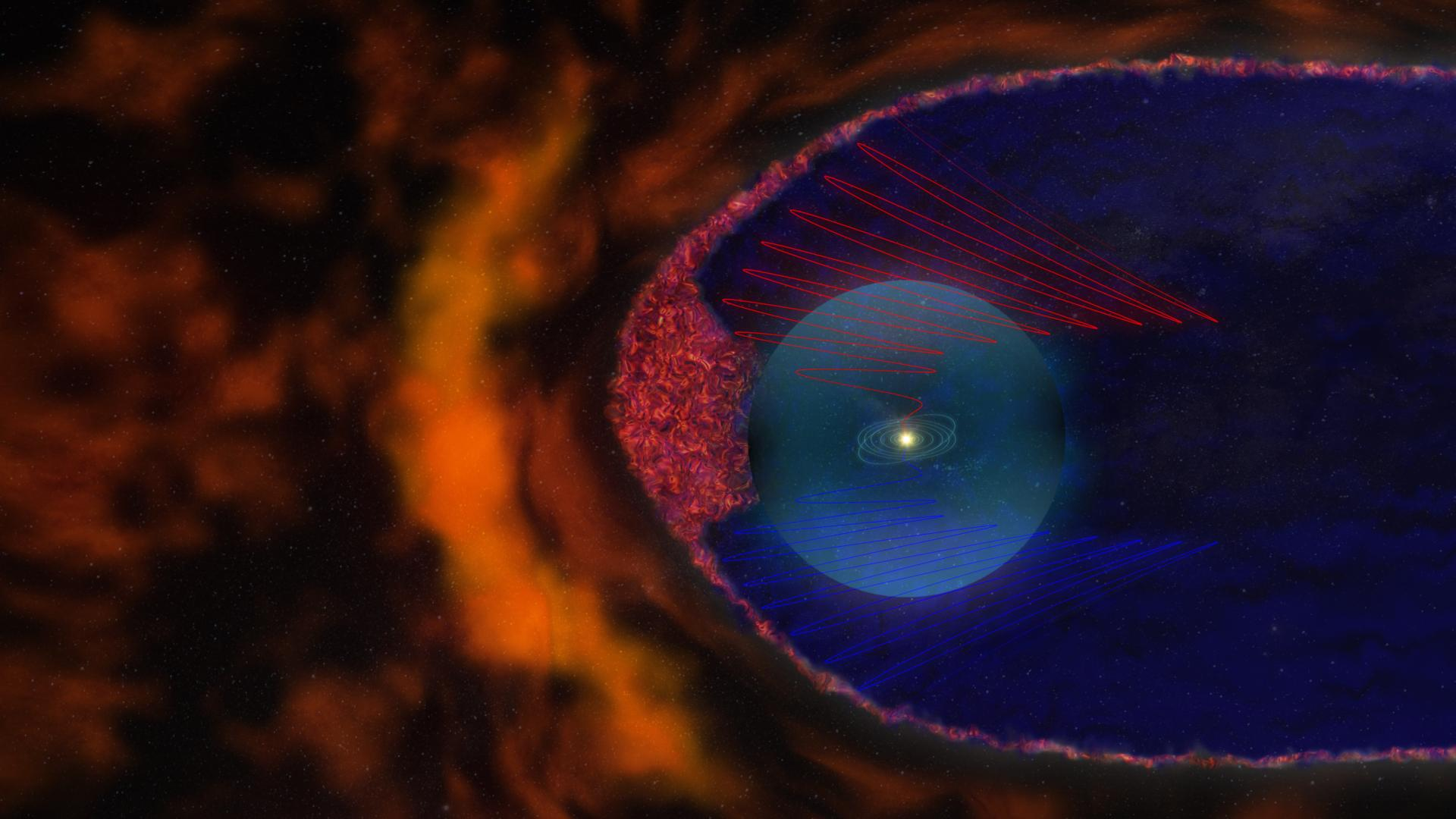
Imaginea NASA a helioînvelișului și heliopauzei.

Heliosfera este împărțită în două regiuni distincte. Vântul solar călătorește cu o viteză de până la aproximativ 400 km/s până când se ciocnește cu vântul interstelar; un flux de plasmă în mediul interstelar. Coliziunea are loc la încetarea șocului, care este aproximativ de 80-100 UA de la Soare din direcția opusă vântului mediului interstelar și aproximativ 200 UA de la Soare din direcția vântului. Aici vântul încetinește dramatic, se condensează și devine mai turbulent, formând o structură ovală mare cunoscută sub numele de helioînveliș. Această structură se crede că arată și se comportă foarte mult ca coada unei comete și se extinde în exterior până la 40 UA în partea direcției opuse vântului, dar coada este de mai multe ori că distanța decât distanța direcției vântului; dar probele de pe Cassini și nava spațială Interstellar Boundary Explorer sugerează că aceasta este, de fapt, forțată într-o formă de bule sub acțiunea de constrângere a câmpului magnetic interstelar. Voyager 1 și Voyager 2 au raportat că au trecut încetarea șocului și au intrat în helioînveliș, la 94 UA și respectiv 84 UA de la Soare. Limita exterioară a heliosferei, heliopauza, este punctul în care vântul solar în cele din urmă se termină și începe spațiul interstelar.
Forma și marginea exterioară a heliosferei sunt probabil afectate de dinamica fluidelor a interacțiunilor cu mediul interstelar precum și de câmpuri magnetice solare existente la sud, de exemplu este direct modelat de emisfera nordică care se extinde cu 9 UA mai departe decât emisfera sudică. Dincolo de heliopauza, în jurul valorii de 230 UA, se află arcul de șoc, o „urmă” de plasmă lăsată de Soare când acesta călătorește prin Calea Lactee.
Nici o navă spațială încă nu a depășit heliopauza, așa că este imposibil să cunoaște condițiile din spațiul interstelar local. Se așteaptă ca nava spațială Voyager NASA va trece în următorul deceniu heliopauza și va transmite date valoroase privind nivelurile de radiații și vântul solar ce se întoarce spre Pământ. Cât de bine Heliosfera apără sistemul solar de razele cosmice este încă rău cunoscut. O echipă finanțată de NASA a dezvoltat un concept de „Misiune Viziune”, care are scopul de a trimite o sondă spre heliosferă.

### Sedna
90377 Sedna (525,86 UA mediu) eu un obiect mare, roșiatic, cu o orbită eliptică care este de aproximativ 76 UA la periheliu și 928 UA la afeliu și care durează 12.050 de ani. Mike Brown, omul care a descoperit acest obiect în 2003, afirmă că acest obiect nu poate face parte din discul împrăștiat sau centura Kuiper astfel cum periheliu este prea îndepărtat ca să poată fi afectat de migrația lui Neptun. El și alți astronomi consideră că acest obiect este de un tip cu totul nou, în care mai poate fi inclus obiectul 2000 CR105, care are un periheliu de 45 UA și un afeliu de 415 UA, și o perioadă orbitală de 3.420 de ani. Brown denumește această populație ca „norul lui Oort interior”, așa cum este posibil să se fi format printr-un proces similar, deși este mult mai aproape de Soare. Sedna este foarte asemănătoare cu o planetă pitică, deși forma sa încă nu este determinată.

### Norul lui Oort

O redare artistică a norului lui Oort, norului lui Hill și centurii Kuiper

Norul lui Oort este un nor ipotetic de formă sferică cu până la un trilion de obiecte de gheață, care este considerat a fi sursa pentru toate comete de lungă durată și înconjoară sistemul solar la o distanțată de aproximativ 50.000 UA (în jur de 1 an-lumină (al)), și posibil până la 100.000 UA (1,87 al). Acesta este considerat a fi compus din comete care au fost aruncate din sistemul solar interior de interacțiunile gravitaționale cu planetele exterioare. Obiectele din norul lui Oort se mișcă foarte încet, și pot fi perturbate de evenimente rare, cum ar fi coliziunile, efectele gravitaționale ale unei stele în trecere sau mareea galactică, o forță mareică exercitată de către Calea Lactee.

### Limite
O mare parte din sistemul solar este încă necunoscut. Câmpul gravitațional al Soarelui este estimat să domine forțele gravitaționale ale stelelor din apropierea de 2 ani-lumină (125.000 UA). Estimările mai mici pentru raza norului lui Oort, ca contrast, nu-l pun mai departe de 50.000 UA. În ciuda descoperirilor cum ar fi Sedna, regiunea dintre centura Kuiper și norul lui Oort, o zonă cu raza de zeci de mii de UA, este încă practic necunoscută. Există, de asemenea, studii în curs de desfășurare ale regiunii dintre Mercur și Soare. Mai pot fi descoperite obiecte în regiunile neexplorate ale sistemului solar.
În noiembrie 2012, NASA a anunțat că Voyager 1 a abordat zona de tranzit cu limita exterioară a sistemului solar, instrumentele sale detectând o intensificare bruscă a câmpului magnetic. Nici o schimbare în direcția câmpului magnetic n-a avut loc, ceea ce oamenii de știință din NASA interpretează în a indica că Voyager 1 nu a părăsit sistemul solar.

## Contextul galactic

Localizarea sistemului solar în raport cu galaxia noastră.

Sistemul solar este localizat în galaxia Calea Lactee, o galaxie spiralată cu un diametru de aproximativ 100 000 de ani-lumină, ce conține în total circa 200 de miliarde de stele. Ca localizare generală, Soarele se află în cadrul uneia dintre brațele (sau spiralele) exterioare ale Căii Lactee, cunoscut ca Brațul Orion, sau „Pintenul Local”. Soarele se află la aproximativ 25 000 și 28 000 de ani lumină distanță de Centrul Galactic, iar viteza sa în raport cu galaxia este de aproximativ 220 de kilometri pe secundă, astfel completează o revoluție galactică odată la 225-250 de milioane de ani. Această revoluție este cunoscută în limbajul științific ca an galactic al sistemului solar. Apexul solar, punctul spre care Soarele se deplasează în mișcarea lui prin Calea Lactee, se află în apropierea stelei strălucitoare Vega, dar la zona mărginașă dintre constelațiile Lira și Hercule. Planul eclipticei se află la un unghi de aproximativ 60° față de planul galactic.
Localizarea sistemului solar în galaxie este factorul care a determinat evoluția vieții pe Pământ. Orbita sa este aproape circulară, și vitezele orbitale din apropierea Soarelui sunt aproape la fel de rapide ca și cele ale brațelor spirale. Prin urmare, Soarele tranzitează brațele galaxiei foarte rar. Deoarece în zona orbitală a Soarelui (adică în zona brațelor spirale) există mai puține supernove, instabilități gravitaționale și radiații care ar putea distruge sistemul solar, astfel Pământul a avut lungi perioade de stabilitate în care viața a putut să prospere. De asemenea, sistemul solar se află poziționat cu mult în afara zonelor foarte aglomerate cu stele ale centrului galactic. În apropierea centrului, forțele gravitaționale venite de la alte stele ar putea smulge obiectele afla în Norul lui Oort și să trimită multe comete înspre sistemul solar interior, producând coliziune cu probabile implicații catastrofale pentru viața de pe Pământ. Radiațiile intense ale centrului galactic ar putea, de asemenea, să perturbe evoluția formelor de viață complexe. Chiar și pentru localizarea curentă a sistemului solar, unii savanți au presupus ca acum 35 000 de ani, unele supernove să fi afectat negativ viața de pe Pământ, prin aruncarea unor fragmente de nucleu stelar spre Soare sub forma unor fire de praf radioactive și chiar obiecte mai mari, asemănătoare cometelor.

### Vecinătate
În imediata vecinătate galactică a sistemului solar se află Norul Local Interstelar, un nor astronomic dens dintr-o altă regiune împrăștiată cunoscută ca Bula Locală, o cavitate în formă de clepsidră din mediul interstelar de cel puțin 300 de ani lumină în lungime. Bula este saturată cu plasmă de temperatură înaltă ceea ce sugerează că a fost produsă recent de unele supernove.
Sunt relativ câteva stele aflate la mai puțin de zece ani lumină (95 de trilioane de km) de Soare. Cel mai apropiat este sistemul triplu stele Alfa Centauri, din constelația Centaurul, aflat la 4,4 ani lumină distanță și compus dintr-o pereche de stele (Alfa Centauri A și B) asemănătoare Soarelui, în jurul cărora gravitează la o distanță de 0,2 ani-lumină pitica roșie Alfa Centauri C, de o luminozitate relativ mică. Aceasta din urmă este steaua cea mai apropiată de Soare, la o distanță de 4,24 ani-lumină, motiv pentru care mai este numită „Proxima Centauri”. Următoarele cele mai apropiate stele față de Soare sunt piticele roșii Steaua lui Barnard (la 5,9 ani lumină), Wolf 359 (7,8 ani lumină) și Lalande 21185 (8,3 ani lumină). Cea mai mare stea din lista celor mai apropiate este de departe Sirius, o stea luminoasă din secvența principală de stele a cărei masă este asemănătoare cu cea a Soarelui și orbitată de către o pitică albă denumită Sirius B. Se află la aproximativ 8,6 ani lumină distanță. Celelalte sisteme stelare mai apropiate de zece ani lumină sunt sistemul binar Luyten 726-8 dintre două stele pitice albe și roșii (la 8,7 ani lumină) și pitica roșie solitară Ross 154 (9,7 ani lumină). Cea mai apropiată stea solitară asemănătoare Soarelui este Tau Ceti, localizată la 11,9 ani lumină depărtare. Ea are aproximativ 80 % din masa Soarelui, dar doar 60 % din luminozitatea sa. Cea mai apropiată planetă extrasolară de sistemul solar se află în preajma stelei Alpha Centauri B. Una dintre planetele confirmate ale acesteia, Alpha Centauri Bb, are cel puțin 1,1 din masa Pământului și orbitează steaua la fiecare 3,236 zile.

## Sistemul Solar în imagini
Câteva exemple vizuale ale celor mai apropiate obiecte din Sistemul Solar, selectate după mărime și detalii și sortate după volum. Soarele este de aproximativ 10 000 de ori mai mare și de 41 de trilioane de ori mai voluminos decât cele mai mic obiect prezentat (Prometeu). Listele mai includ: lista obiectelor din Sistemul Solar după mărime, listă de sateliți naturali, lista planetelor minore și listă de comete.
|                                                         |                                  |                                |                              |                                  |                                 |                                |
| Soare (stea)                                            | Jupiter (planetă)                | Saturn (planetă)               | Uranus (planetă)             | Neptun (planetă)                 | Pământ (planetă)                | Venus (planetă)                |
|                                                         |                                  |                                |                              |                                  |                                 |                                |
| Marte (planetă)                                         | Ganimede (satelitul lui Jupiter) | Titan (satelitul lui Saturn)   | Mercur (planetă)             | Calisto (satelitul lui Jupiter)  | Io (satelitul lui Jupiter)      | Lună (satelitul Pământului)    |
|                                                         |                                  |                                |                              |                                  |                                 |                                |
| Europa (satelitul lui Jupiter)                          | Triton (satelitul lui Neptun)    | Titania (satelitul lui Uranus) | Rhea (satelitul lui Saturn)  | Oberon (satelitul lui Uranus)    | Iapetus (satelitul lui Saturn)  | Umbriel (satelitul lui Uranus) |
|                                                         |                                  |                                |                              |                                  |                                 |                                |
| Ariel (satelitul lui Uranus)                            | Dione (satelitul lui Saturn)     | Tetis (satelitul lui Saturn)   | Vesta (asteroid)             | Enceladus (satelitul lui Saturn) | Miranda (satelitul lui Uranus)  | Proteu (satelitul lui Neptun)  |
|                                                         |                                  |                                |                              |                                  |                                 |                                |
| Mimas (satelitul lui Saturn)                            | Hiperion (satelitul lui Saturn)  | Febe (satelitul lui Saturn)    | Janus (satelitul lui Saturn) | Epimeteu (satelitul lui Saturn)  | Prometeu (satelitul lui Saturn) | Pandora (satelitul lui Saturn) |
| Această infocasetă: vizualizare • discuție • modificare |                                  |                                |                              |                                  |                                 |                                |